# انجمن منتقدان فیلم آرژانتین

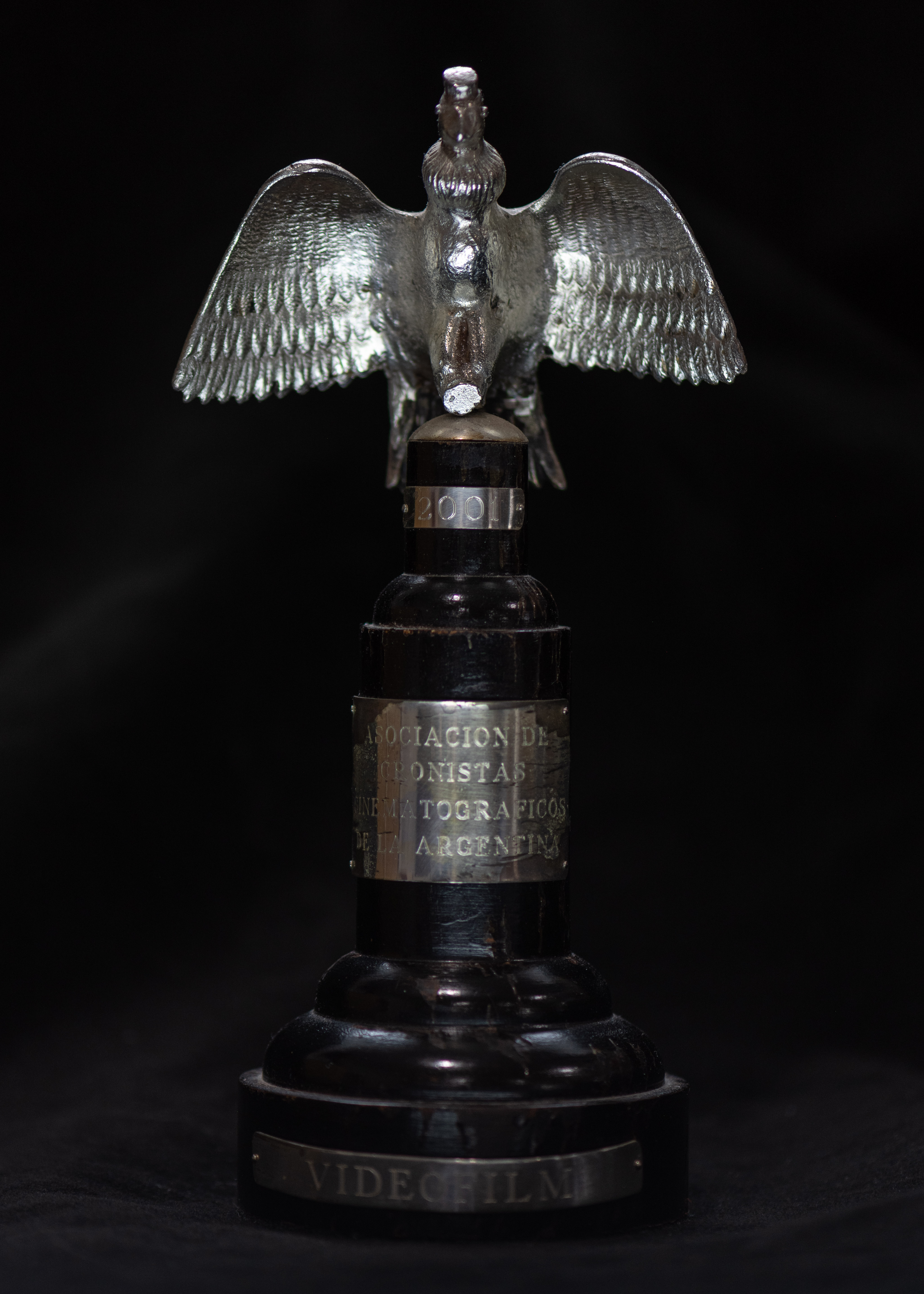
جایزهٔ سیلور کاندور

انجمن منتقدان فیلم آرژانتین (به انگلیسی: Argentinean Film Critics Association) یک انجمن نقد فیلم است که سالانه جوایزی را به همین نام به موفقیت‌های سینمای آرژانتین و جهان اهدا می‌کند. این انجمن ۱۰ ژوئیه ۱۹۴۲ به وجود آمد. این انجمن عضو هیئت بین‌المللی منتقدان فیلم است.
جوایز این انجمن در سال‌های ۱۹۴۳–۱۹۵۷، ۱۹۵۹–۱۹۷۴، ۱۹۸۱–۱۹۸۳ و ۱۹۸۵-تاکنون اهدا شده‌است. نام جایزهٔ این انجمن، سیلور کاندور (شاهین نقره‌ای) است.